# Mathurin Kameni
Pour les articles homonymes, voir Kameni.
Mathurin Kameni est un footballeur camerounais né le 4 février 1978 à Douala.

## Biographie
Mathurin Kameni commence sa carrière au Cotonsport Garoua en 2001.Il remporte trois championnats avec ce club, en 2001, 2003 et 2004, ainsi que deux coupes du Cameroun (2003 et 2004).
En 2004, il est également sélectionné pour la coupe d'Afrique des nations mais ne dispute aucun match, son frère Carlos étant le gardien titulaire des Lions indomptables. Le Cameroun atteint les quarts de finale de la compétition.
Il joue une saison au Racing Bafoussam en 2005 puis rejoint le Haras El-Hedood Club en Égypte. Il y remporte deux coupes nationales.

## Palmarès
Cotonsport Garoua
- Championnat du Cameroun
  - Vainqueur en 2001, 2003 et 2004.
- Coupe du Cameroun
  - Vainqueur en 2003 et 2004

 Haras El-Hedood Club
- Coupe d'Égypte
  - Vainqueur en 2009 et 2010